# La Pesga
La Pesga – gmina w Hiszpanii, w prowincji Cáceres, w Estramadurze, o powierzchni 19,88 km². W 2011 roku gmina liczyła 1121 mieszkańców.